# جین وبستر
آلیس جین چندلر وبستر (به انگلیسی: Alice Jane Chandler Webster)؛ (زاده ۲۴ ژوئیه ۱۸۷۶ – درگذشته ۱۱ ژوئن ۱۹۱۶) بانوی رمان‌نویس و نمایشنامه‌نویس آمریکایی بود که آثار برجسته‌ای چون بابا لنگ‌دراز و دشمن عزیز را به رشته تحریر درآورده‌است.

## زندگی
جین وبستر در سال ۱۸۷۶ در روستای فردونیا ایالت نیویورک آمریکا به‌دنیا آمد. مادرش آنی مافت وبستر، خواهرزاده مارک توین و پدر او چارلز لوتر وبستر، مدیر مالی مارک توین و ناشر بسیاری از کتاب‌های وی بود. او تنها فرزند خانواده‌ای بود که به ادبیات و نشر اندیشه و فرهنگ توجه ویژه‌ای داشتند.
مادر آلیس خواهرزاده مارک تواین بود و پدرش مدیر تجارت تواین و متعاقباً ناشر بسیاری از کتاب‌های او. شرکت انتشاراتی با مشکلاتی روبرو شد و به‌طور فزاینده ای روابط با مارک تواین رو به وخامت گذاشت. در سال ۱۸۸۸، پدرش دچار مشکل شد و خانواده به فردونیا بازگشتند. وی متعاقباً در سال ۱۸۹۱ بر اثر مصرف بیش از حد مواد مخدر خودکشی کرد.
آلیس در مدرسه عادی فردونیا شرکت کرد و در سال ۱۸۹۴ در رشته نقاشی چینی فارغ‌التحصیل شد. از سال ۱۸۹۴ تا ۱۸۹۶، او در مدرسه لیدی جین گری، شماره ۲۶۹ خیابان کورت، در بینگهامتون به عنوان یک دانش آموز خارج از ایالت تحصیل کرد. در دوران حضور او در این مدرسه، دانشگاهیان، موسیقی، هنر، نامه نویسی، دیکشنری و رفتار را به حدود ۲۰ دختر آموزش داد. مدرسه لیدی جین خاکستری الهام بخش بسیاری از جزئیات مدرسه در رمان وبستر Just Patty از جمله چیدمان مدرسه، نام اتاق‌ها (سالن آسمان، کوچه بهشت)، لباس فرم و برنامه روزانه دختران و معلمان بود. در مدرسه بود که آلیس به جین معروف شد. از آنجا که هم اتاقی او نیز آلیس نام داشت، مدرسه پرسید آیا می‌تواند از نام دیگری استفاده کند. او «جین» را انتخاب کرد، یک تغییر در نام میانی او. جین در ژوئن ۱۸۹۶ از مدرسه فارغ‌التحصیل شد و به مدت یک سال در بخش کالج به مدرسه عادی فردونیا بازگشت.

## مرگ
جین وبستر در ۱۱ ژوئن ۱۹۱۶ پس از به دنیا آوردن دخترش بر اثر تب زایمان درگذشت.
جین وبستر بعد از ظهر ۱۰ ژوئن ۱۹۱۶ وارد بیمارستان زنان اسلون نیویورک شد. در ساعت ۱۰:۳۰ شب، جین دختر شش و ربع پوندی (حدودا ۳ کیلوگرم) اش را بدنیا آورد. در ابتدا همه چیز خوب بود، اما جین وبستر بیمار شد و در تب زایمان در ساعت ۷:۳۰ صبح در ۱۱ ژوئن ۱۹۱۶ درگذشت. دخترش به افتخار او جین (جین کوچک) نام‌گذاری شد.

## سبک
جین وبستر سبکی ساده و روان داشت و دیدگاه‌های اجتماعی و سیاسی خود را در نوشته‌هایش مطرح می‌کرد. از خصوصیات سبک وی این است که مخاطبانش در محدوده سنی خاصی قرار نمی‌گیرند. از این دیدگاه شیوه نگارش جین وبستر بسیار شبیه مارک توین است. یکی از دلایل این تأثیرپذیری خویشاوندی مادر جین با مارک توین و علاقه‌مندی و مطالعه زیاد آثار وی در نوجوانی است.